# Juan Yoldi
Juan Yoldi y Royo (Pamplona, 30 de marzo de 1813-†Madrid, 3 de marzo de 1883) fue un militar español.

## Biografía
En su juventud luchó por el infante Carlos María Isidro de Borbón en la primera guerra carlista, en la que obtuvo el grado de capitán. En 1840 se adhirió al convenio de Vergara y pasó al Ejército isabelino, en el que llegaría a coronel. Tomó parte en el levantamiento contra Espartero de 1841, por lo que tuvo que emigrar a Francia, donde permaneció hasta 1843. En 1848 combatió a los montemolinistas en el Norte.
Adherido de nuevo al carlismo durante el Sexenio Revolucionario, en 1873 se unió a los alzados por Carlos VII en la tercera guerra carlista. Ascendido a brigadier, mandó el 6.º batallón de Navarra y fue comandante general de Navarra. En septiembre de 1875 fue nombrado vocal del Consejo Supremo de la Guerra, reemplazando a José Lerga.
Destacó por su intransigencia absoluta con el liberalismo. Afirmaba que con la victoria carlista debían desaparecer de España el telégrafo y los ferrocarriles, a lo que se oponía el mismo pretendiente. Según las memorias del conde de Melgar, dijo:

Aunque el Rey no quisiera, el pueblo leal arrasaría todos esos inventos diabólicos que sólo sirven para desmoralizar a los pueblos.

Desde la terminación de la guerra residió con su familia en Madrid. Fue enterrado en la sacramental de San Martín. Estuvo casado con Juana Istúriz.